# Beauftragter der Bundesregierung für Informationstechnik
Das Amt des Beauftragten der Bundesregierung für Informationstechnik, auch Chief Information Officer des Bundes (kurz CIO Bund oder Bundes-CIO), in Deutschland wurde 2007 nach einem Beschluss des Bundeskabinetts geschaffen, um die Zusammenarbeit zwischen Wirtschaft und den Ländern mit der Bundesregierung in IT-Fragen zu verbessern. Das Amt bestand bis 2025.

## Aufgaben
Der Beauftragte war für Fragen des IT-Einsatzes in der Bundesverwaltung zuständig und an allen Gesetzgebungsverfahren und anderen Regierungsvorhaben beteiligt, die wesentliche Auswirkungen auf die Gestaltung der IT der öffentlichen Verwaltung haben.
In seine Zuständigkeit fielen u. a. die Steuerung des IT-Sicherheitsmanagements des Bundes und die Ausarbeitung der E-Government-/IT- und IT-Sicherheitsstrategie des Bundes.
Des Weiteren sollte der Service der Verwaltung verbessert werden sowie die administrative Handlungsfähigkeit und Effizienz der Verwaltung gesteigert werden. Diese Ziele sollten durch effektiven IT-Einsatz erreicht werden.
Dem Amt des Beauftragten der Bundesregierung für Informationstechnik waren drei weitere Gremien angegliedert, deren Vorsitzender der Amtsinhaber war. Zum einen war dies der Rat der IT-Beauftragten, indem je ein Vertreter aus jedem Bundesministerium und der Obersten Bundesbehörden vertreten war, zum anderen die IT-Steuerungsgruppe des Bundes und der IT-Planungsrat (früher Arbeitskreis der E-Government-Staatssekretäre).

### Rat der IT-Beauftragten
Dieses Gremium koordinierte und verbesserte die IT-Zusammenarbeit zwischen Bundesministerien und Obersten Bundesbehörden. Ihm gehörten 22 Mitglieder an, welche alle zwei Monate zusammenkommen.

### Die IT-Steuerungsgruppe des Bundes
Dieses Gremium diente ebenso wie der Rat der IT-Beauftragten zur Koordinierung der Bundesministerien in IT-Fragen und sollte Unstimmigkeiten bei IT-Vorhaben der Bundesregierung im Vorfeld ausräumen bzw. verhindern, um eine gefestigte Position in Fragen der IT-Politik und IT-Steuerung zu erreichen. Die IT-Steuerungsgruppe musste das jährliche IT-Rahmenkonzept des Bundes bestätigen und hatte Einspruchsrecht bei IT-Entscheidungen, sowie Rahmenprogrammen, der Bundesministerien und des Rates der IT-Beauftragten. Des Weiteren koordinierte dieses Gremium IT-Großprojekte der Bundesregierung z. B. das der Einführung des neuen Personalausweises.
Dem Gremium gehörten neben dem IT-Beauftragten der Bundesregierung Vertreter der Bundesministerien für Finanzen und des Inneren sowie dem Bundeskanzleramt an.

### IT-Planungsrat
Zu seinen Aufgaben gehörten u. a. die Koordination der Zusammenarbeit von Bund und Ländern in Fragen der Informationstechnik, sowie die Planung und Weiterentwicklung von IT-Gesetzen der Bundesregierung. Der Planungsrat bestand aus Vertretern von Bund und Ländern, sowie z. T. aus Vertretern der Kommunen.
Der Vorsitz wechselte jährlich.

## Nationales Cyber-Abwehrzentrum
Der jeweilige Beauftragte der Bundesregierung für Informationstechnik leitete auch das im Februar 2011 gegründete Nationale Cyber-Abwehrzentrum (NCAZ), das räumlich beim Bundesamt für Sicherheit in der Informationstechnik (BSI) in Bonn-Hochkreuz angesiedelt war.

## Amtsinhaber
- 2007–2010: Hans Bernhard Beus
- Februar 2010–Juli 2015: Cornelia Rogall-Grothe
- August 2015–September 2015: Hans-Georg Engelke
- Oktober 2015–April 2020: Klaus Vitt
- 2020–2025: Markus Richter

## Vorgängerorganisation KBSt
Die KBSt (Koordinierungs- und Beratungsstelle der Bundesregierung für Informationstechnik in der Bundesverwaltung) war bereits für die ressortübergreifende IT-Koordination der Bundesverwaltung sowie die Vertretung der Bundesregierung in internationalen Organisationen in IT-Angelegenheiten verantwortlich und ging 2007 im CIO Bund auf.
Die KBSt hielt den Vorsitz im IMKA (Interministerieller Koordinierungsausschuss für die Informationstechnik in der Bundesverwaltung) und im Steuerungsausschuss IVBB.
Im KoopA ADV, dem Koordinationsausschuss Automatisierte Datenverarbeitung Bund/Länder/Kommunaler Bereich, vertrat die KBSt die Interessen des Bundes.
Eine weitere Aufgabe des KBSt war die Koordination der sogenannten „Einer-für-Alle-Projekte“. Dies sind Projekte im Rahmen der Initiative „BundOnline 2005“ Bei diesen Projekten handelt es sich um zentrale Entwicklungen, die den einzelnen Verwaltungsstellen als Dienste zur Verfügung gestellt werden.
Die Idee dieser Projekte war die Tatsache, dass viele Prozesse ressortübergreifend gleich ablaufen, sofern man von den Spezifika des jeweiligen Ressorts abstrahiert.
Beispielhaft wäre der Prozess zur Beantragung und Bewilligung von Förderungen. In diesem Fall spielt es für den eigentlichen IT-gestützten Prozess keine Rolle, ob es sich um eine Förderung im Bereich der Landwirtschaft oder eine Förderung für ehrenamtliche Tätigkeiten handelt.
Daher können mit Hilfe der Einer-für-Alle-Projekte Synergieeffekte genutzt werden und vor allem redundante Entwicklungen vermieden werden, was wiederum Kosten einspart.
Folgende Einer-für-Alle-Dienstleistungen wurden im Rahmen von BundOnline 2005 entwickelt:
- Projektförderinformationssystem profi Online zur Abwicklung von Förderungen
- E-Vergabe zur Durchführung von Beschaffungsmaßnahmen
- Elektronischer Rechtsverkehr für allgemeine Antragsverfahren
- Personalwerbung und -gewinnung
- Vorbereitung politisch-regulativer Entscheidungen
- Travel-Management-System (TMS) des Bundes für Dienstreisen